# ستيف روبنسون (لاعب الجسر)
ستيف روبنسون (بالإنجليزية: Steve Robinson)‏ هو لاعب الجسر ‏ الأمريكي، ولد في سنة 1941.